# Leukotrieny

LTA_{4} Poznámka: čtyři dvojné vazby, tři z nich konjugované. A4, B4, C4, D4 a E4.

LTB_{4}

LTC_{4} je cysteinyl-leukotrien, jako jsou D4 a E4.

LTD_{4}

LTE_{4}

Leukotrieny jsou rodina eikosanoidních prozánětlivých mediátorů produkovaných v leukocytech oxidací kyseliny arachidonové a esenciální mastné kyseliny eikosapentaenové (EPA) pomocí enzymu arachidonát-5-lipoxygenázy.
Leukotrieny užívají lipidovou signalizaci pro přenesení informace do buněk, které je sami produkují (autokrinní) anebo na sousední buňky (parakrinní signalizace) pro regulaci imunitní odpovědi. Produkce leukotrienů je obvykle doprovázena produkcí histaminu a prostaglandinů, které slouží zároveň jako prozánětlivé mediátory.
Jednou z jejich rolí (konkrétně, leukotrienu D4) je vyvolat kontrakce v hladkém svalstvu podél bronchiolů; jejich nadprodukce je pak hlavní příčinou zánětu u astmatu a alergické rýmy. Antagonisté leukotrienů jsou používány k léčbě těchto onemocnění tím, že inhibují produkci nebo aktivitu leukotrienů.

## Historie a pojmenování
Název leukotrien zavedl  švédský biochemik Bengt Samuelsson v roce 1979 a pochází ze slova leukocyt a trien (tři konjugované dvojné vazby).
Leukotrien C, "látka stimulující hladkou svalovinu s pomalou reakcí" (SRS) byl původně dokonce popsán mezi lety 1938 a 1940 Feldbergem a Kellawayem. Tito vědci izolovali SRS z plicní tkáně po delším období po expozici hadím jedem a histaminem.
Leukotrieny jsou komerčně dostupné k výzkumu.